# Lijst van carambolebiljarters
| Naam                   | Nationaliteit | Geboortedatum     | Sterfdatum        |
| ---------------------- | ------------- | ----------------- | ----------------- |
| Jan Arnouts            | Nederland     | 11 mei 1958       |                   |
| Peter de Backer        | België        | 2 januari 1967    |                   |
| Walter Bax             | België        | 30 maart 1952     |                   |
| Lennart Blomdahl       | Zweden        | 22 november 1939  |                   |
| Torbjörn Blomdahl      | Zweden        | 26 oktober 1962   |                   |
| Jos Bongers            | Nederland     | 29 juni 1956      |                   |
| Rini van Bracht        | Nederland     | juni 1947         |                   |
| Jean Paul de Bruijn    | Nederland     | 14 maart 1965     |                   |
| Raimond Burgman        | Nederland     | 12 mei 1964       |                   |
| Tonny Carlsen          | Denemarken    | 25 februari 1965  |                   |
| Frédéric Caudron       | België        | 27 januari 1968   |                   |
| Raymond Ceulemans      | België        | 12 juli 1937      |                   |
| Eric Daelman           | België        | 21 maart 1963     |                   |
| Willy Daelman          | België        |                   |                   |
| Ludo Dielis            | België        | 23 januari 1945   |                   |
| Andreas Efler          | Oostenrijk    | 4 oktober 1967    |                   |
| Roland Forthomme       | België        | 3 november 1970   |                   |
| Jurgen Goris           | België        | 21 mei 1976       |                   |
| Fonsy Grethen          | Luxemburg     | 20 september 1960 |                   |
| Jacob Haack-Sørensen   | Denemarken    | 21 april 1972     |                   |
| Martin Horn            | Duitsland     | 28 januari 1971   |                   |
| Dick Jaspers           | Nederland     | 23 juli 1965      |                   |
| Sander Jonen           | Nederland     | 3 april 1973      |                   |
| Filipos Kasidokostas   | Griekenland   | 14 november 1983  |                   |
| Nobuaki Kobayashi      | Japan         | 26 maart 1942     |                   |
| Junichi Komori         | Japan         | 11 juli 1941      |                   |
| Brian Knudsen          | Denemarken    | 18 april 1976     |                   |
| Frans van Kuijk        | Nederland     | 24 februari 1962  |                   |
| Alfred Lagache         | Frankrijk     | 24 oktober 1889   | 18 augustus 1971  |
| Sang Lee               | Zuid-Korea    | 15 januari 1954   | 19 oktober 2004   |
| Eddy Leppens           | België        | 3 december 1969   |                   |
| Jean-Marie Limbourg    | Nederland     | 12 december 1950  |                   |
| Eddy Merckx            | België        | 4 september 1968  |                   |
| Dion Nelin             | Denemarken    | 28 augustus 1976  |                   |
| Patrick Niessen        | België        | 12 juni 1965      |                   |
| Michael Nilsson        | Zweden        | 2 maart 1971      |                   |
| Mats Noren             | Zweden        | 30 oktober 1954   |                   |
| Jozef Philipoom        | België        | 27 mei 1964       |                   |
| Piet van de Pol        | Nederland     | 21 september 1907 | 22 september 1996 |
| Nikos Polychronopoulos | Griekenland   | 24 maart 1978     |                   |
| Martin van Rhee        | Nederland     | 2 juli 1976       |                   |
| Christian Rudolph      | Duitsland     | 14 januari 1965   |                   |
| Dani Sánchez           | Spanje        | 3 maart 1974      |                   |
| Semih Sayginer         | Turkije       | 12 november 1964  |                   |
| Pierre Scheers         | Nederland     | 26 juni 1944      |                   |
| Johann Scherz          | Oostenrijk    | 3 juli 1932       | 23 september 2004 |
| Rob Scholtes           | Nederland     | 12 november 1963  |                   |
| Christ van der Smissen | Nederland     | 22 juni 1954      |                   |
| John Tijssens          | Nederland     | 16 april 1968     |                   |
| Henri Tilleman         | Nederland     | 15 augustus 1965  |                   |
| Ryuji Umeda            | Japan         | 22 oktober 1968   |                   |
| Gerwin Valentijn       | Nederland     | 7 mei 1968        |                   |
| René Vingerhoedt       | België        | 29 oktober 1921   | 14 februari 2005  |
| Ruud de Vos            | Nederland     | 24 april 1960     |                   |
| Hans Vultink           | Nederland     | 13 juni 1937      |                   |
| Marco Zanetti          | Italië        | 10 april 1962     |                   |